# Айво Иви
Айво́ Иви́ (24 февраля 1892, с. Кузебаево, Вятская губерния — 1963, Удмуртская АССР) — литературный псевдоним Ивана Григорьевича Векшина, российского и советского удмуртского писателя и поэта-песенника, брата поэтессы Ашальчи Оки, классика удмуртской литературы.

## Биография и творчество
Родился в крестьянской семье. Высшее образование получил в Литературно-художественном институте, который окончил в 1927 году. Сотрудничал с Центриздатом. В 1932 году был осуждён в рамках «Дела Кузебая Герда» (группа удмуртских писателей была осуждена по обвинению в пропаганде кулачества и контрреволюционной деятельности), в 1936 году вышел из заключения, но к литературному творчеству больше не возвращался.
На литературном поприще выступил впервые в 1918 году. Выпустил: «Серем пырыёс» (Крупинки смеха, Ижевск, 1927) — сборник юмористических миниатюр и анекдотических рассказов; «Шулдыр даур» (Весёлое время, Ижевск, 1927) — сборник стихов и частушек.